# Продан Петро Степанович
Петро Степанович Продан (русин. Петро Степанов Продан; рос. Петро Степанович Продан; нар. 3 серпня 1919, Горбки) — український та русинський російськомовний письменник, поет і вчитель. Найстаріший русинський письменник.

## Біографія
Петро Продан народився 3 серпня 1919 року в селі Горбки Підкарпатської Русі в бідній багатодітній родині Степана Продана, залізничника, та Марії Сочки. У сім'ї було 12 дітей, з яких вижили 8, а 6 здобули вищу освіту та стали педагогами.
Закінчив горожанську школу в Севлюші (1932) і Хустську російську гімназію (1940). У гімназії був членом літературного кружка, організованого професором Петром Лінтуром, де з ним були Дмитро Вакаров, Іван Чендей, Василь Сочка, Кирило Галас. У 1940 році почав здобувати освіту на філософському факультеті Будапештського університету, але Друга світова війна завадила цьому. Вищу освіту здобув на філологічному факультеті Ужгородського університету (1959). Учителював у Хусті та в Синевирській Поляні й Вучковому на Міжгірщині, де працював директором восьмирічної школи.

## Сім'я
Має двох синів і доньку, а також онуків і правнуків.